# Aerangis × chirioana
Aerangis × chirioana là một loài thực vật có hoa trong họ Lan. Loài này được Bellone & Chiron mô tả khoa học đầu tiên năm 2002.